# Tyler Farrar
Tyler Farrar (Wenatchee, 2 giugno 1984) è un ex ciclista su strada statunitense, professionista dal 2006 al 2017. Velocista e specialista delle classiche, in carriera ha vinto due tappe al Giro d'Italia, una al Tour de France e tre alla Vuelta a España, oltre a due Vattenfall Cyclassics.

## Carriera

### Gli esordi e i primi anni
Inizia ad andare in bici all'età di 13 anni, e comincia a gareggiare tra gli Elite nel 2003 all'interno del team statunitense Jelly Belly-Carlsbad Clothing Company; nel biennio seguente è invece sotto contratto con la formazione Health Net presented by Maxxis. Coglie i primi importanti successi in Francia, in due tappe del Tour de l'Avenir, una nel 2004 e una nel 2005: queste vittorie, unitamente ad altri risultati positivi sia in Europa che in America, gli permettono di guadagnarsi un contratto da professionista con la Cofidis, squadra francese del circuito UCI ProTour, a partire dalla stagione 2006.
Nel 2006 non mette a referto alcuna vittoria (si classifica quinto al Grand Prix de la Ville de Rennes), mentre nel 2007, sempre in maglia Cofidis, riesce ad aggiudicarsi solamente una tappa al Grande Prémio Internacional CTT Correios de Portugal, corsa portoghese. A fine anno decide quindi di trasferirsi alla Slipstream-Chipotle, formazione Professional Continental statunitense diretta da Jonathan Vaughters: Nella stagione successiva vince una frazione al Tour du Poitou-Charentes e ottiene il primo piazzamento importante, il quinto posto in volata nella prestigiosa Parigi-Tours.

### 2009-2011: le vittorie con la Garmin

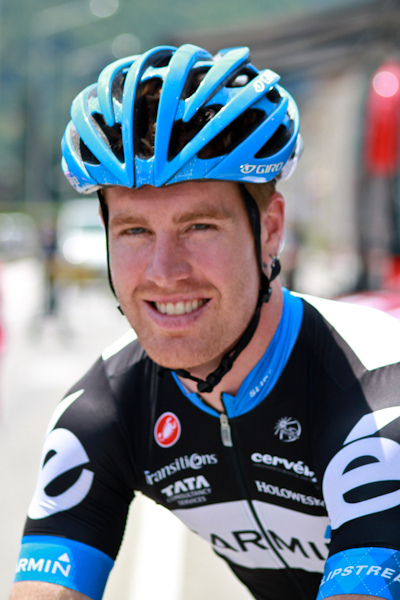
Tyler Farrar al Critérium du Dauphiné 2011

Nel marzo 2009, con la maglia della nuova Garmin, consegue la vittoria della quinta tappa della Tirreno-Adriatico, battendo in volata il britannico Mark Cavendish; nel maggio seguente, al Giro d'Italia, è due volte secondo, mentre in luglio al Tour de France ottiene altri due secondi posti, preceduto in entrambi i casi da Cavendish. Ad agosto si aggiudica la Vattenfall Cyclassics e tre tappe all'Eneco Tour, vestendo la maglia di leader di quest'ultima corsa per quattro giorni. In settembre riesce quindi a cogliere la prima vittoria in un grande giro, aggiudicandosi l'undicesima tappa della Vuelta a España, mentre in ottobre vince il Circuit Franco-Belge.
Nella stagione 2010 ottiene la vittoria in una tappa alla Driedaagse De Panne, nello Scheldeprijs e in due tappe, la seconda a Utrecht e la decima a Bitonto, al Giro d'Italia; tra agosto e settembre si aggiudica quindi la sua seconda Vattenfall Cyclassics, in volata su Edvald Boasson Hagen e André Greipel, e la quinta e la ventunesima tappa della Vuelta a España.
Ottiene le prime vittorie del 2011 al Challenge de Mallorca dove si aggiudica la gara di apertura, il Trofeo Palma de Mallorca (il cui risultato tuttavia non viene omologato dall'Unione Ciclistica Internazionale a causa della protesta dei corridori che hanno gareggiato utilizzando radioline nonostante il divieto imposto dalla stessa federazione internazionale), e la seconda gara, il Trofeo Cala Millor. Dopo un successo di tappa alla Tirreno-Adriatico e il terzo posto alla Gand-Wevelgem, partecipa al Giro d'Italia ma abbandona la corsa dopo pochi giorni per la morte in gara del suo caro amico Wouter Weylandt. Ritornato alle corse, in luglio vince la tappa di Redon al Tour de France – primo successo in carriera per lui alla Grande Boucle – dedicando il successo proprio all'amico scomparso. Nel finale di stagione si classifica quindi decimo in volata nella prova in linea dei campionati del mondo di Copenaghen.

### 2012-2015: gli ultimi anni e il passaggio alla MTN
Apre la stagione 2012 con alcuni piazzamenti di tappa tra Medio Oriente ed Europa, ma senza successi (si classifica comunque secondo allo Scheldeprijs); nel prosieguo di stagione partecipa quindi sia al Giro d'Italia, con un podio di tappa, che al Tour de France. In agosto ottiene le prime vittorie di stagione facendo sue due frazioni allo USA Pro Cycling Challenge in Colorado. Nel 2013 mette a referto ancora diversi risultati positivi nelle gare di inizio stagione; a maggio vince quindi una tappa al Tour of California, cui seguono piazzamenti al Tour de Suisse, al Giro di Danimarca, all'Eneco Tour e alla Vuelta a España. Conclude l'annata con un successo parziale all'Eurométropole Tour in Belgio e con il quarto posto alla Parigi-Tours.
Nel 2014, sempre in maglia Garmin-Sharp, si piazza secondo alla Dwars door Vlaanderen e allo Scheldeprijs, e terzo nella tappa conclusiva di Brescia al Giro d'Italia. Dopo ulteriori podi parziali allo Ster ZLM Toer e all'Eurométropole Tour, in ottobre al Tour of Beijing, gara World Tour, ottiene i primi successi di stagione vincendo la terza tappa e la classifica a punti della corsa. A fine anno lascia dopo sette stagioni la squadra di Vaughters, ex Slipstream e Garmin, e si accasa, come già concordato nel settembre precedente, tra le file del team Professional sudafricano MTN-Qhubeka. Con la nuova maglia nel 2015 partecipa alle classiche del Nord, al Tour of California e al Tour de France, ma non vince alcuna corsa.
Giunge fuori tempo massimo alla Parigi-Roubaix 2017, classificandosi a 30'49" dal vincitore Greg Van Avermaet. L'11 settembre 2017, nonostante avesse un contratto anche per il 2018 con la Dimension Data, annuncia il suo ritiro dalle corse.

## Palmarès
- 2004 (Health Net presented by Maxxis, una vittoria)

7ª tappa Tour de l'Avenir
- 2005 (Health Net presented by Maxxis, tre vittorie)

USPro Criterium Championship
2ª tappa Tour de l'Avenir
4ª tappa Ronde de l'Isard d'Ariège
- 2007 (Cofidis, una vittoria)

2ª tappa Grande Prémio Internacional CTT Correios de Portugal
- 2008 (Slipstream, quattro vittorie)

1ª tappa Tour du Poitou-Charentes
2ª tappa Tour of the Bahamas
3ª tappa Tour of the Bahamas
Classifica generale Tour of the Bahamas
- 2009 (Garmin, undici vittorie)

3ª tappa Tirreno-Adriatico (Fucecchio > Santa Croce sull'Arno)
Prologo Delta Tour Zeeland
Classifica generale Delta Tour Zeeland
Classica di Amburgo
1ª tappa Eneco Tour (Aalter > Ardooie)
2ª tappa Eneco Tour (Ardooie > Bruxelles)
4ª tappa Eneco Tour (Hasselt > Libramont)
11ª tappa Vuelta a España (Murcia > Caravaca de la Cruz)
1ª tappa Circuit Franco-Belge
2ª tappa Circuit Franco-Belge
Classifica generale Circuit Franco-Belge
- 2010 (Garmin, otto vittorie)

3ª tappa, 1ª semitappa, Driedaagse De Panne - Koksijde
Scheldeprijs
2ª tappa Giro d'Italia (Amsterdam > Utrecht)
10ª tappa Giro d'Italia (Avellino > Bitonto)
Classifica generale Delta Tour Zeeland
Classica di Amburgo
5ª tappa Vuelta a España (Guadiz > Lorca)
21ª tappa Vuelta a España (San Sebastián de los Reyes > Madrid)
- 2011 (Garmin-Cervélo, quattro vittorie)

Trofeo Cala Millor
2ª tappa Tirreno-Adriatico (Carrara > Indicatore)
2ª tappa Ster Elektrotoer (Sittard)
3ª tappa Tour de France (Olonne-sur-Mer > Redon)
- 2012 (Garmin-Sharp, due vittorie)

1ª tappa USA Pro Cycling Challenge (Durango > Telluride)
5ª tappa USA Pro Cycling Challenge (Breckenridge > Colorado Springs)
- 2013 (Garmin-Sharp, una vittoria)

4ª tappa Tour of California (Santa Clarita > Santa Barbara)
3ª tappa Eurométropole Tour (Hazebrouck > Nieuwpoort)
- 2014 (Garmin-Sharp)

3ª tappa Tour of Beijing (Yanqing > Qiandiajian)

### Altri successi
- 2011 (Team Garmin-Cervélo)

Classifica punti Volta ao Algarve
2ª tappa Tour de France (Les Essarts, cronosquadre)
Classifica punti Ster ZLM Toer
Profronde van Zevenbergen
- 2012 (Garmin-Sharp)

2ª tappa Tour of Qatar (Lusail, cronosquadre)
4ª tappa Giro d'Italia (cronosquadre)
2ª tappa Tour of Utah (cronosquadre, Miller Motorsports Park)
- 2014 (Garmin-Sharp)

Classifica a punti Tour of Beijing

## Piazzamenti

### Grandi Giri
- Giro d'Italia

2009: non partito (15ª tappa)
2010: non partito (15ª tappa)
2011: non partito (5ª tappa)
2012: ritirato (6ª tappa)
2014: 147º
- Tour de France

2009: 151º
2010: ritirato (12ª tappa)
2011: 159º
2012: 151º
2015: 154º
- Vuelta a España

2009: non partito (12ª tappa)
2010: 142º
2011: ritirato (8ª tappa)
2013: 124º
2016: 155º

### Classiche monumento
- Milano-Sanremo

2008: ritirato
2009: ritirato
2010: 42º
2011: 46º
2012: 109º
2013: 94º
- Giro delle Fiandre

2008: 54º
2010: 5º
2011: 13º
2012: 99º
2013: 46º
2014: 47º
2015: 58º
2016: 117º
2017: 121º
- Parigi-Roubaix

2008: 57º
2010: ritirato
2011: 28º
2012: 29º
2013: 58º
2014: 67º
2015: 54º
2016: ritirato
2017: fuori tempo massimo

### Competizioni mondiali
- Campionati del mondo su strada

Madrid 2005 - Cronometro Under-23: 10º
Salisburgo 2006 - In linea Elite: ritirato
Stoccarda 2007 - In linea Elite: ritirato
Varese 2008 - In linea Elite: 63º
Mendrisio 2009 - In linea Elite: ritirato
Melbourne 2010 - In linea Elite: 81º
Copenaghen 2011 - In linea Elite: 10º
Toscana 2013 - Cronosquadre: 8º
Ponferrada 2014 - Cronosquadre: 10º
Richmond 2015 - In linea Elite: 79º
- Giochi olimpici

Londra 2012 - In linea: 33º